# 杜肯 (賓夕法尼亞州)
杜肯（Duquesne）位於美國賓夕法尼亞州亞利加尼縣，匹茲堡郊區，2020年人口5,254人。名稱源自於杜肯堡壘。